# 見山書店
22°17′04″N 114°08′56″E / 22.284492°N 114.148814°E
見山書店（英語：Mount Zero Books，簡稱「見山」）曾是香港的一間獨立書店，位於香港上環太平山街6號C舖，由陳莘堯（Sharon）於2018年5月創立。:214:37
該書店嚴格而言不能稱作一間「舊書店」，但在設計上與一般舊書店亦頗為相似，故有稱它可說是「最像舊書店」的書店:213；而其「一日店長」的運作模式亦成一大特色。:215:30

## 歷史及名稱由來
見山書店原址為一花店，原經營者結束營業後曾經一度丟空。該店的創辦人陳莘堯過往任職於商界，曾於管理層負責活動的舉辦工作，但十年過去，她認為自己喜愛看書的習慣在其他同事的眼中是「格格不入」，於是心裡萌生一種「要改變自己人生」的念頭，便辭掉自己既有的工作，開始物色舖位。:214
據陳氏指出，她對於太平山街、銅鑼灣大坑及灣仔星街這三個社區感到有興趣，但自身感覺最前者的環境與歐洲的巷弄相似，有一種令人感到舒適的感覺。2018年的某一天，她路過太平山街，發現有一間丟空的單位，心裡忽然產生一種「就是這裡」的感覺，便決定於該處開始其營運書店的生涯，而此點亦是其多年來的心願。:214:28
在2019年反對逃犯條例修訂草案運動期間，該店亦有所關注，並曾於同年6月12日響應「三罷」，該日暫停營業一天。
2021年7月，該店以書攤形式，在灣仔富德樓舉行的「獨立出版迷你書展」中參展，而同場參展的獨立書店計有閱讀時代、序言書室等。

### 結業

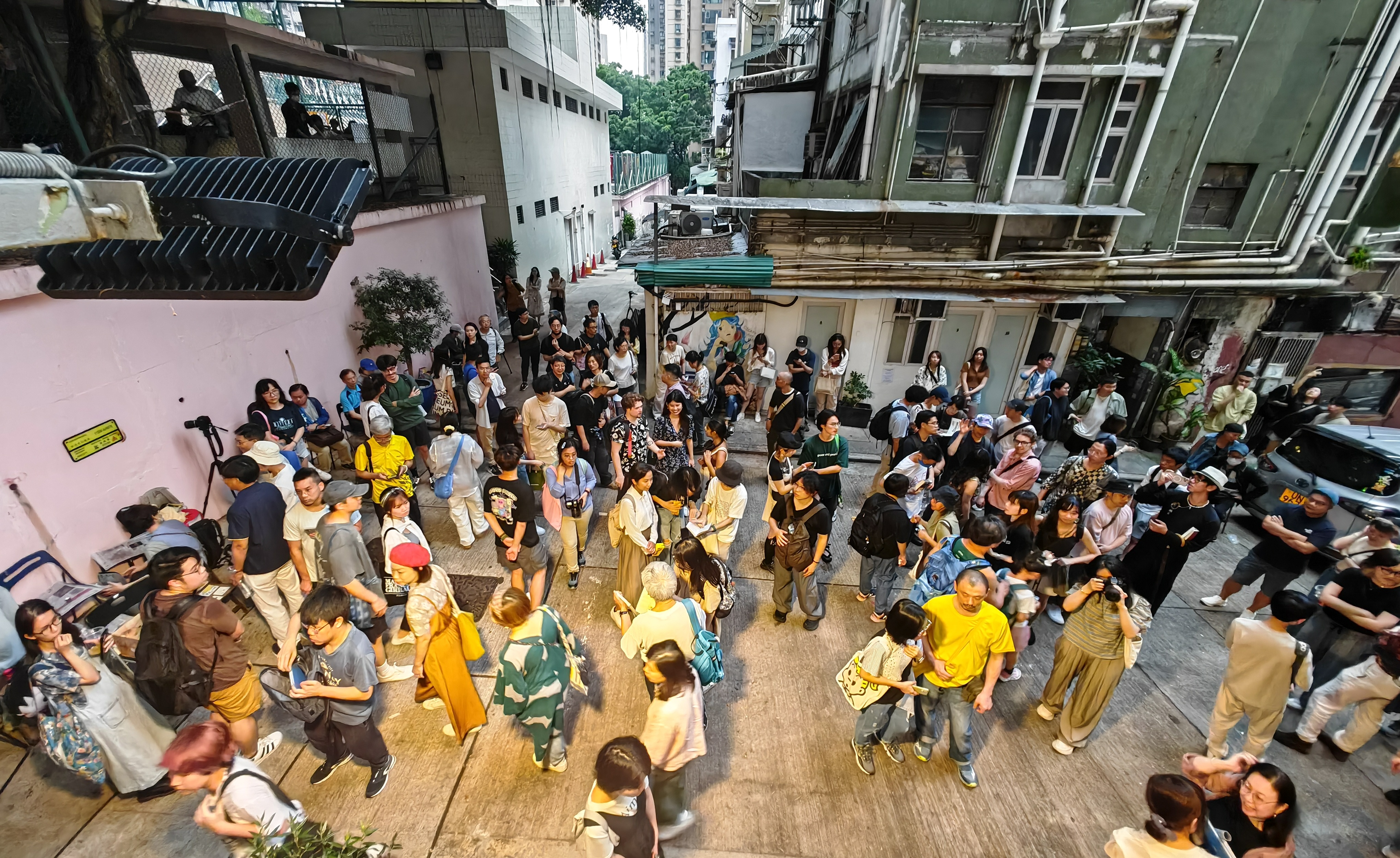
見山書店最後一天營運，不少市民在店外拍照留念

2023年12月初，該店於社交平台發佈帖文，指該店將於翌年3月31日結業，並稱「終有一日玩完」。書店於帖文表示屢遭「神秘人」投訴，店長每周均收到來自香港政府各部門的警告、檢控信，並希望「神秘人」於該店結束營運後停止有關行為，讓店長少一分擔憂。
2024年3月31日，該店最後一天營運，吸引不少市民到店舖購書，又或拍照留念，店內人流如鯽，附近快餐店「郁鍵快餐」亦借出部份舖位供該店銷售書籍。

### 名稱由來
該店名稱中「見山」二字出自《指月录》中「見山是山，見水是水；見山不是山，見水不是水；見山仍是山，見水仍是水」一句。據創辦人表示，該店正是她心中的那座「山」，希望透過書店，讓造訪者有一種「回歸初心」的感覺。:215:29除此之外，店名中的「山」亦有太平山的意思（這與該店位於太平山有關），希望造訪者能夠記住它的存在。

## 書店特色
見山書店是香港其中一間採用獨立複式設計的書店。在樓高兩層的書店中，地下主要是售賣新書，選書與香港近年環境、氣氛息息相關，尤以香港、臺灣出版的文藝書籍為重（唯礙於店舖空間有限，選書只能重質不重量），而門外亦有擺賣本地製造的商品；至於以樓梯連接的二樓，則劃出了一個閱讀室，安放了4張木椅，可讓造訪者看書之餘，亦能欣賞窗外景色。除書店本身以外，該店對出的空地亦曾用作舉行不同的讀書會、講座、音樂會、電影放映會等，而北島、陳冠中、周保松等亦曾獲受邀成為「駐場作家」:30, 33-35，另香港樂隊「海島小輪」亦曾於2021年在該店進行演出，並分享有關难民的話題。
而在營運模式上，該店採用了一種名為「一日店長」的管理方法，讓喜愛讀書的人一嘗管理書店運作的滋味。該計劃至今吸引逾二十人參與，而目前亦有約八人以「輪更制」形式當值。:215:30

## 各界反應
據陳氏指出，由於其不懂使用Facebook這類社交媒體網站，以至於正式開業前擔憂難以吸引遊人造訪該店。然而，家人的支持與村上春樹的作品卻令她重燃「開書店」的希望，於是透過書信形式，告知各出版社與公眾有關書店開張的事宜，結果亦得到一些出版社的青睞，以較優惠的價格供她購入作書店營運。
在書店正式營運後，據傳媒實地視察，發現即使不是公眾假期，仍有不少造訪者前往看書、休息；亦曾有傳媒將該書店與其他獨立書店一併推薦，並納入於一份書店遊逛指南內，指出可透過搭乘城巴10線前往相關書店。2021年7月，香港書展在2019冠狀病毒病香港疫情緩和下重新展開，有傳媒亦借此介紹包括該店在內的數間獨立書店，以供市民去造訪。
2023年12月初，該店於社交平台宣佈將於翌年3月底結束營運。帖文甫出已得到逾600條留言，書店同業、出版社、讀者紛紛透過「#愛見山」表達對該店的不捨之情。
2024年3月底，該店結束營運，除了吸引一眾市民於最後一天到場拍照留念外，亦有移居海外的港人特意回港送別。時任香港中文大學政治與行政學系高級講師蔡子強於接受傳媒訪問時稱，該店給予人們「寧靜、平安的感覺」，是一個讓自己忘憂的地方，認為該店屢屢被控既生氣又可惜，質疑有關方面為何要特意選擇該店作為投訴對象；又稱香港部份熱衷文化的人士愛逛獨立書店，而非政府近月宣傳的塑膠製藝術裝置。
該店於網路上的知名度甚高。據研究機構網路溫度計數據顯示，在2018年3月至2019年4月期間，該店在港澳地區的網路聲量為於香港獨立書店之中排名第三，雖較田園書屋為高，但遠低於另外兩間獨立書店序言書室及生活書社；同時，該店近年亦於大陸網路平台「小红书」獲推薦。

## 相關事件

### 店門地台非法佔用土地
2023年9月中，見山書店於社交平台稱日前收到地政總署通知，指該店非法佔用未批租土地（即店門前之平台），並須於同月29日前糾正。該店在帖文中稱有關平台於開店前經已存在，因安全起見而鋪上地磚，並聲稱有關地磚「不足1.5公分厚」。該署及後回覆傳媒報導時稱，指港島西及南區地政處早前接獲投訴，懷疑太平山街一店舖佔用政府土地，及後地政處人員到場視察後，發現上述地台建於人行道上，佔用政府土地，遂根據《土地（雜項條文）條例》於該地台張貼通知，要求該店停止有關行為。及後店方亦已移除有關地台。

## 外部連結
- 見山書店的Instagram帳戶
- 维基共享资源上的相關多媒體資源：見山書店